# Вилфредо Леон
Вилфредо Леон е кубински и полски волейболист, играещ като посрещач за тима на ЛКСП Люблин. Още в тийнейджърска възраст е смятан за един от най-големите таланти в световния волейбол, като дебютира за националния отбор на Куба на 14 години и 10 месеца, а на 17 става капитан на отбора.
След като през 2013 г. напуска родината си, за да играе професионално, е изключен от националния отбор на Куба. През 2015 г. получава полско гражданство и от 2019 г. е национален състезател на Полша, като бързо се налага в селекцията.

## Клубна кариера
В Куба играе за отборите на Капиталинос и Ориенталес де Сантяго. След като напуска Куба е наказан да не играе в продължение на два сезона, като впоследствие наказанието е намалено до 1 година.
През май 2014 г. подписва с руския Зенит Казан. С Леон в състава си Зенит става най-силният тим не само в Русия, а и в Европа. Отборът печели в четири поредни години руската Суперлига и Шампионската лига по волейбол. И в четирите издания на Шампионската лига в периода 2014 – 2018 Леон е в идеалния отбор за сезона, а през 2015 и 2016 г. е MVP на финалния стадий на турнира. Още в първия си сезон в Русия печели приза „Андрей Кузнецов“ за най-добър играч в местния шампионат. На два пъти през 2015 и 2016 г. закратко е в катарския Ер Раян, подсилвайки отбора за турнира на Купата на Емира, който печели през 2016 г. През сезон 2017/18 извежда Зенит до четвърти пореден триумф в Шампионската лига, като на финала срещу Лубе реализира 33 точки и с негов ас е спечелен решителния пети гейм.
През 2018 г. преминава в италианския Перуджа. Помага на тима да спечели Купата на Италия три пъти (2018/19, 2021/22, 2023/24), като през 2019 и 2022 г. е най-полезен играч в турнира. Освен това печели Суперкупата на страната 4 пъти. От 2021 до 2024 г. Леон е капитан на Перуджа и извежда тима до две титли в Световното клубно първенство през 2022 и 2023 г. През сезон 2023/24 Перуджа става шампион на Италия за втори път в историята си.

## Национален отбор
Дебютира за кубинския национален отбор на 24 май 2008 г. в мач срещу Германия. С Куба става двукратен шампион на Карибите през 2009 и 2011 г., като през 2009 г. е избран и за най-добър посрещач в Световната волейболна лига. През 2010 г. Вилфредо е с основен принос за класирането на Куба на финал на Световното първенство, което е най-добър резултат в историята на страната. Кубинците губят от Бразилия, но поколението, начело с Леон, Йоанди Леал и Робертланди Симон се превръща в звездно. През 2012 г. тимът достига до бронзовите медали в Световната лига. След като напуска родината си, е изключен от националния отбор.
През 2019 г. дебютира за националния отбор на Полша. Същата година „Дружина Полска“ достига до третото място на Европейското първенство и до финала на Световното първенство. Леон е избран за най-добър посрещач на шампионата на Европа. През 2023 г. Полша печели европейската титла и триумфира в Лигата на нациите. Посрещачът е част от тима на Полша на олимпийските игри в Токио (2021 г.) и Париж (2024 г.).